# 孫興祖
孫興祖（1335年—1370年），安徽濠州人，明朝初年军事将领。
其早年跟随朱元璋渡江，累功至都先鋒，后升任統軍元帥。攻破瑞昌八陣營，升任天策衛指揮使。其做事有谋且沉着冷静，深受徐达器重。后攻破泰州，守卫海陵。海陵是张士诚部队进入安徽的必经之地，其整训军队，提高防御。后击败张部队的袭击，并攻下通州，升任大都督府副使。后随徐达北伐，攻破元大都，后带领三万部队镇守燕山。当时擴廓占领居庸关窥视北平，徐达则对部下说“北平有孫興祖，不用担忧。”于是率领大部队进攻太原。洪武三年，后跟随徐达北征，激战身亡。朱元璋悼念他，封其燕山侯，諡忠愍，配享通州常遇春祠。
此后，中书省因汪興祖俸禄事入奏，朱元璋听到興祖，感事伤情，于是命令给孫興祖家以月俸禄。其长子孫恪继承武德衛指揮使，后升任都督僉事。洪武二十一年，跟随蓝玉北征至捕魚兒海。后论功封全寧侯，后平乱四川和荆楚叛乱，驻兵沔陽。二十五年，晋升太子太保。后因为蓝玉案连坐而死。